# Drosos Stiftung
Die Drosos Stiftung ist eine 2003 in Zürich gegründete und seit Anfang 2005 operationell aktive wohltätige Organisation, die sich unter anderem für die Bildung, die Ernährung und die Gesundheit in armen Regionen sowie für den Klima- und Umweltschutz einsetzt.

## Geschichte
Die Stiftung geht auf eine private Initiative von Christa Gelpke-Engelhorn zurück. Sie war eine Urenkelin des BASF-Mitbegründers Friedrich Engelhorn und Teilerbin des deutschen Pharmakonzerns Boehringer Mannheim. Dem Stiftungsrat gehören Markus E. Kronauer, Edith Kolb, Hans-Rudolf Castell, Toni Stadler und Barbara Grünewald an. Er ist verantwortlich für die strategische Ausrichtung und für alle wichtigen Entscheide. Delegierter des Stiftungsrates ist Franz von Däniken, der auf Mitte Februar 2005 sein Amt als Staatssekretär im  Eidgenössischen Departement für auswärtige Angelegenheiten aufgegeben hat, um sich dem Aufbau der Stiftung zu widmen.
Die Geschäftsstelle leitet die operationellen Angelegenheiten, indem sie unter anderem Projektvorschläge prüft.

## Projekte
Die Stiftung finanziert und fördert insgesamt rund 40 Projekte in der Schweiz, Deutschland, Ägypten, Libanon, Marokko, Iran und Syrien sowie in den palästinensischen Autonomiegebieten und in der MENA-Region.
Zu den von der Stiftung finanzierten Initiativen zählt unter anderem das Projekt Bildung im Strafvollzug, das als Ziel die Wiedereingliederung in Gesellschaft und Arbeitswelt hat. Das 2007 zunächst in sechs Vollzugsanstalten in der Deutschschweiz gestartete und von der Stiftung mit fünf Millionen Franken finanzierte Projekt wurde 2009 in Zusammenarbeit mit den örtlichen Kantonen auch auf die Westschweiz ausgedehnt. Mit dem Entscheid der Konferenz der Kantonalen Justiz- und Polizeidirektoren (KKJPD) im April 2010 wird das Projekt als fester Bestandteil des Schweizer Strafvollzuges schrittweise auf landesweit 27 Strafanstalten mit insgesamt 155 Lerngruppen ausgedehnt.
In Deutschland ist die Stiftung mit verschiedenen Leseförderungsprojekten aktiv, unter anderem in Dresden mit dem
Leseprojekt Lesestark! Dresden blättert die Welt auf, das von der Drosos Stiftung mit 1,3 Millionen Euro finanziert wird und bundesweit als eines der grössten Projekte zur Leseförderung gilt, sowie mit einem Gemeinschaftsprojekt des Landkreises Görlitz. Zudem fördert die Stiftung das Social Impact Lab Leipzig seit 2014 mit über einer Million Euro.

## Weblink
- Offizielle Website